# Мрежест хетеронот
Мрежестите хетероноти (Heteronotus reticulata) са вид насекоми от семейство Membracidae.